# Schweizerischer Nutzfahrzeugverband
Der Schweizerische Nutzfahrzeugverband (französisch Association Suisse des Transports routiers) entstand 1979 aus dem Verband Schweizerischer Motorlastwagenbesitzer, ASPA, welcher 1924 gegründet wurde, sowie dem Treuhandverband des Autotransportgewerbes, TAG. Aus den Bezeichnungen der Vorgängerverbände ergibt sich der heutige Namen Astag. Zentralpräsident ist seit 2020 Thierry Burkart, er folgte auf Adrian Amstutz.
Von den gesamtschweizerisch knapp 7000 Strassentransportfirmen sind rund 4000 bei der Astag als Mitglieder registriert. Das Branchenspektrum der Mitgliederfirmen erstreckt sich sowohl auf den gewerbsmässigen Strassengütertransport (im Binnen- wie auch im internationalen Verkehr) wie auch auf den Werkverkehr. Eine weitere Sparte ist der Carreiseverkehr und die Taxibranche.
Der Hauptsitz der Astag ist die Zentrale in Bern. Mit den weiteren drei Kompetenzzentren in Dottikon AG, Gordola TI und Cossonay VD will der Verband die Nähe zu den Mitgliedern und Kunden besser gewährleisten. Zudem dienen die Kompetenzzentren als weitere Standorte für das Aus- und Weiterbildungsangebot der Astag. Schweizweit bestehen 18 regionale Sektionen, die eigenständige Vereine bilden und über eigene Statuten verfügen, die das Organisationsstatut der übergeordneten Astag-Statuten genauer ausführen. Mitglied sind alle Verbandsmitglieder in einem Kanton bzw. in einer Region. Der Sektionspräsident ist automatisch Mitglied im Zentralvorstand der Astag. Die Sektionssekretariate werden teilweise von der Astag und teilweise von extern betreut. Sie dienen den Mitgliedern einerseits als regionale Anlaufstelle, andererseits der Astag Schweiz als Transformator und Konsultativplattform für die gezielte Interessenvertretung der Strassentransportbranche in den einzelnen Kantonen oder Regionen.
Für die fachspezifische Interessenvertretung bestehen auf der Ebene Astag Schweiz sogenannte Fachgruppen. Diese sind in erster Linie für die Bearbeitung von branchenspezifischen Belangen zuständig und dienen als Konsultativ- und Entscheidgremium für Fragen und Themen in ihren fachspezifischen Bereichen. Die Astag-Fachgruppen werden von der Geschäftsstelle Bern betreut und bestehen in folgenden Transportbereichen: Abfallentsorgung, Branchenlogistik, Car / Car Tourisme Suisse, Entwässerungstechnologie, Holztransporte, Krane, Lastwagenfahrlehrer, Milchsammeltransporte, Möbeltransporte, Nahverkehr, Nationale/Internationale Transporte (NIT), Taxi, Tiertransporte, Zisternentransporte gefährlicher Güter und Ausnahmetransporte (Branchengruppe).
Die Schulungsabteilung der Astag ist verantwortlich für die Aus- und Weiterbildungsangebote der Transportfirmen, Transportdisponenten und Fahrer, wie auch die Gefahrengutschulung (ADR/SDR). Berufsbilder mit staatlichem Abschluss zum Beispiel wie gelernter Lastwagenführer oder Fachausweis Strassentransportdisponent und Fachausweis Betriebsleiter Strassentransport bzw. Carführer-/Reiseleiter runden die Aktivitäten ab. Seit 2001 führt die Astag im Auftrag des Bundesamtes für Verkehr (BAV) die Schulung für die EU-Transportlizenz durch und ist in der staatlichen Prüfungskommission vertreten.
Die Astag unterstützt eine im Jahr 2023 lancierte Initiative gegen Tempo 30 auf Kantonsstrassen im Kanton Luzern. Die Sektion Bern setzt sich u. a. gegen die Einführung einer Tempo-30-Zone in Schönried ein.

## Fussnoten
1. ↑  Thomas Frey: Automobilverbände. In: Historisches Lexikon der Schweiz.  24. Mai 2006, abgerufen am 19. Januar 2019.
2. ↑  Neuer Zentralpräsident: Nomination von Thierry Burkart. In: Astag.ch, 12. Dezember 2019.
3. ↑  Mitglieder (Stand: 2019)
4. ↑  Volksrechte. SVP Luzern lanciert Initiative gegen Tempo 30 auf Kantonsstrassen. In: bluewin.ch. 24. Februar 2023, abgerufen am 24. Februar 2023.
5. ↑  Mögliches Tempo 30 in Schönried gibt viel zu diskutieren. In: radiobeo.ch. 30. Januar 2023, abgerufen am 26. Februar 2023.